# Guerra dos Trezentos e Trinta e Cinco Anos
A Guerra dos Trezentos e Trinta e Cinco Anos (em neerlandês:  Driehonderdvijfendertigjarige Oorlog) foi um estado teórico de guerra entre os Países Baixos e as Ilhas Scilly (localizadas na costa sudoeste do Reino Unido). Durou 335 anos sem ter havido um disparo, e é, não só a guerra mais longa da história, mas também a que produziu menos danos. Apesar da incerta validade da declaração de guerra, a paz só se declarou finalmente em 1987.

## A guerra

### Origens
A origem da guerra está na Segunda Guerra Civil Inglesa, cujos beligerantes eram os realistas e os parlamentaristas entre 1642 e 1652. Oliver Cromwell teve que lutar contra os realistas nos limites do Reino de Inglaterra. A oeste de Inglaterra sabia-se que a Cornualha era o último bastião dos realistas. Em 1648, Cromwell controlava o lado continental da Cornualha e estava nas mãos dos parlamentaristas.
O ponto forte dos realistas era a Marinha Real Britânica, que trabalhava para o Príncipe de Gales Carlos II. A Marinha Realista foi forçada a retirar-se para as Ilhas Scilly, que estavam sob o domínio do realista Sir John Grenville.

## Marinha da República das Sete Províncias Unidas dos Países Baixos
A marinha da República das Sete Províncias Unidas dos Países Baixos era aliada dos parlamentaristas. Os Países Baixos tinham sido administrados por uma série de governantes ingleses durante a Guerra dos Oitenta Anos (1568–1648). O Tratado de Münster (30 de janeiro de 1648) confirmou a independência dos Países Baixos em relação à Espanha. A jovem nação quis manter a aliança com Inglaterra e escolheu aliar-se no que lhes parecia ser o lado vitorioso da Segunda Guerra Civil Inglesa.
A marinha dos Países Baixos sofreu pesadas baixas impostas pela armada realista baseada nas ilhas Scilly. Em 30 de março de 1651, o almirante Maarten Harpertszoon Tromp chegou às Scilly para exigir uma indemnização aos realistas pelos danos sofridos pelos navios e bens neerlandeses.
De acordo com as memórias de Whitelocke (citadas em Bowley, 2001), uma carta de 17 de abril de 1651 expõe: "Tromp chegou a Pendennis e relatou que tinha ido às Scilly procurar reparação para os navios neerlandeses e bens tomados pelos realistas; não recebendo resposta satisfatória, declarou, de acordo com a sua comissão, a guerra."
Como a maior parte da Inglaterra estava nas mãos dos parlamentaristas, a guerra foi declarada especificamente às ilhas Scilly.

## Rendição Monarquista
Em junho de 1651, pouco depois da declaração de guerra, os parlamentaristas, sob direcção do almirante Robert Blake, forçaram os navios realistas a render-se. A frota neerlandesa, já sem estar sob ameaça, deixou a zona sem disparar um só tiro. Devido à obscuridade da declaração de guerra da nação contra uma pequeníssima parte de outra, nunca foi declarada a paz.

## Tratado de Paz
Em 1985, Roy Duncan, historiador e presidente do Conselho das Ilhas Scilly, escreveu à Embaixada dos Países Baixos em Londres para eliminar o mito de que as ilhas ainda estavam em guerra. Funcionários do Conselho convidaram o embaixador neerlandês, Rein Huydecoper, a visitar as ilhas e assinar um tratado de paz. E assim, 335 anos após a "guerra", a paz foi declarada em 17 de abril de 1986. O embaixador brincou, dizendo que deve ter sido angustiante, durante todos esses anos, para os habitantes das Ilhas Scilly "saberem que poderiam ser atacados a qualquer momento".